# Prix Jeunesse des univers parallèles
 (mai 2016).
Si vous disposez d'ouvrages ou d'articles de référence ou si vous connaissez des sites web de qualité traitant du thème abordé ici, merci de compléter l'article en donnant les références utiles à sa vérifiabilité et en les liant à la section « Notes et références ».
Le prix Jeunesse des univers parallèles, appelé jusqu'en 2007 prix Jeunesse de science-fiction et de fantastique québécois, est un prix littéraire québécois. Il couronne le meilleur roman de science-fiction, de fantasy ou de fantastique en littérature jeunesse depuis 2006. Il est attribué par la corporation Passeport pour l'imaginaire, appelée jusqu'en 2007 la corporation du grand prix de la science-fiction et du fantastique québécois.
Les œuvres doivent être écrites par un auteur canadien, en français, et doivent être la première édition.
Ce prix est déterminé par le vote de plus de 200 élèves du premier cycle du secondaire. Une bourse de 1 000 $ est remise au lauréat.

## Lauréats
- 2006 : Bryan Perro, La Cité de Pégase (tome 8 de la série fantasy Amos Daragon)
- 2007 : Sylvain Hotte, La Fée du lac Baïkal (tome 1 de la série Darhan)
- 2008 : Michèle Gavazzi, Nessy Names et la Malédiction de Tiens
- 2009 : Hervé Gagnon, Cap-aux-Esprits
- 2010 : Dominique Demers, L'Élu (tome 1 de La grande quête de Jacob Jobin)
- 2011 : Michel J. Lévesque, Les Tours du château  (tome 1 de la série Soixante-six)
- 2012 : Angèle Delaunois, Isabelle (Tome 1 Chroniques d’une sorcière d’aujourd’hui )
- 2013 : Patrice Cazeault, Seki ( Tome 1 de la série Averia)
- 2014 : Isabelle Roy, La Tempête de Ceithir ( Tome 1 de la série Les Fées-du-phénix)
- 2015 : Priska Poirier, Seconde Terre - La Fuite (tome 1 de la série Seconde Terre)
- 2016 : Louis-Pier Sicard, Felix Vortan et les orphelins du roi (Tome 1 de la série Les orphelins du roi)
- 2017 : Priska Poirier, Seconde Terre - La Fuite (tome 1 de la série Seconde Terre)[1]
- 2018 : Valérie Harvey, Les Fleurs du Nord [2]